# صائد البعوض الرمادي الأزرق
صائِد البَعوض الرَّماديّ الأزرَق هو نوعٌ فائق الصِّغر من الطيور الغرِّيدة النمطيَّة لزُمرة صائدات البعوض. طائرٌ رماديّ مُزرق، نحيل البُنية، بذيلٍ طويل ينصبه غالبًا كما تفعل النمنِمة، ومِنقار طويل مُدبب. وهو طائرٌ ضَجر، غالبًا ما يكون مُشاكسًا ويتجوَّلُ بين الغُصينات والأوراق بحثًا عن الحشرات. أحيانًا يقتنصها وهي في الجوّ أو يلتقطها من على الأوراق وهو يحوم كما يحوم طائرُ المُليك. صائد البعوض هذا هو أقصى أنواع صائدة البعوض سكنًا شمالًا، وهو النوع الوحيد منها المُهاجر بحق، إذ أن أغلب الأنواع المنتمية لجنسه تقيم بشكلٍ دائم في المناطق الاستوائية.
تغريده همسة أزيزيَّة. يُقام العش عادةً في شُعبة شجرة أو على غصن. وهو بُنيان كأسيّ جميل مصنوعٌ من الوبر النباتي ومُثبَّت بعضه إلى بعض بخيوط العنكبوت والخيوط الحريريَّة للحشرات، ومُغطَّى بقطعٍ من الأشنِيات. يشترك القرينان في بِناء العش، كما يشتركان أيضًا في حِضانة البيضات الأربع أو الخمس الزرقاء الفاتحة المُرقطة بالبُني.
تتشابه هذه الطيور مع أنواع أخرى من طيور أمريكا الشماليَّة، أبرزها: الهازجة الزرقاء، ويُمكن تمييزها عنها عبر التقليمات الداكنة على صدرها وجانبيها، والخطَّان على جناحيها وذيلها الأقصر وافتقادها للحلقتين حول العينين.
كذلك تتشابه هذه الطيُور مع المُليك، وتتميز عنها عبر لونها الضارب للخُضرة وذيولها القصيرة وتقليمات أجنحتها. أيضًا هُناك صائد البعوض أسود الذيل الذي يتميَّز عن هذه الطيور بقسمه السفلي الأكثر قتامةً ولونه الكامد، وقلنسوة الذكر السوداء، وهذا حال صائد البعوض الكاليفورني أيضًا الشبيه في وضعه وضع قريبه سالف الذِكر. وأخيرًا هُناك صائد البعوض أسود القلنسوة الذي تتشابه أنثاه بشكلٍ كامل تقريبًا مع أنثى هذا النوع، ولا تختلف عنها إلاّ بمنقارها الأطول.

## الوصف

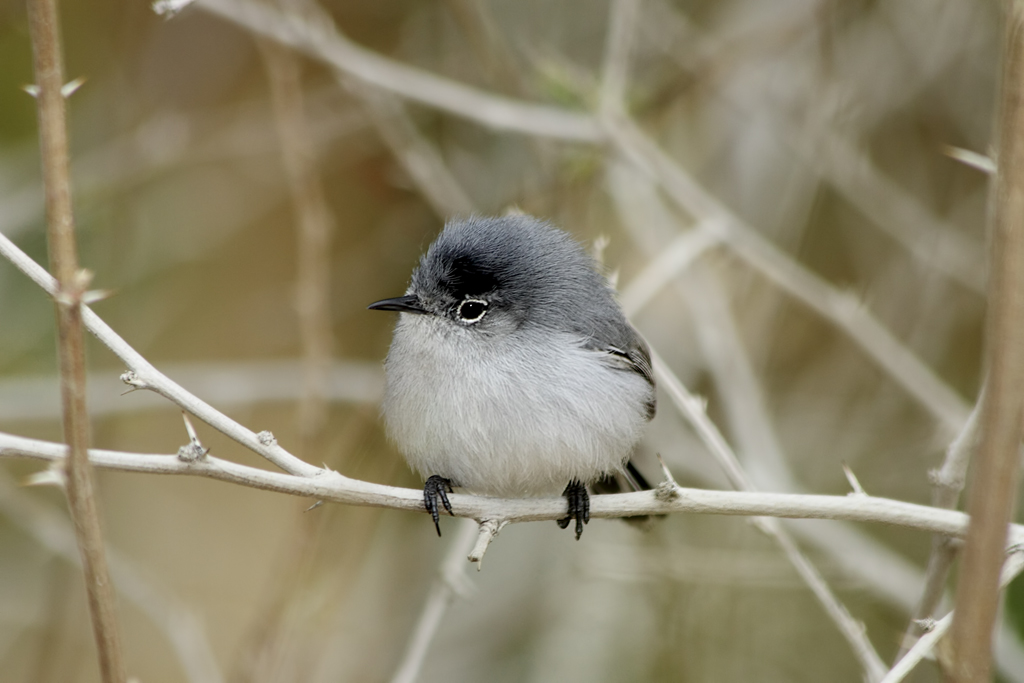
لقطة مُقرَّبة لذكر تُظهر كسوته.

### القد
يتراوح طول هذه الطيور بين 10 و13 سنتيمترًا (بين 3.9 و5.1 إنش)، وتتراوح زنتها بين 5 و7 غرامات (بين 0.18 و0.25 أونصات).

### الكِسوة
الذكور البالغة رماديَّة مُزرقَّة على القسم العلوي من جسدها، أمَّا قسمها السفلي فأبيض، ومنقارها طويل نحيل، وذيلها أسود طويل، وكذلك حاجبها، الأمر الذي يُضفي عليها منظرًا عابسًا أو «غاضبًا». الإناث أقل زرقة وتفتقد للحاجب القاتم. يمتلك كِلا الجنسين حلقةً بيضاء حول العينان.

## الانتشار

### الموطن
يستوطن هذا الطائر أقسامًا عديدة من الشماليَّة، ويمتد موطنها من جنوب كندا عبر الولايات المتحدة، وصولًا إلى المكسيك وكوبا. تُهاجر هذه الطيور إلى جنوب الولايات المتحدة، والمكسيك، وشمال أمريكا الوسطى (بيليز، وغواتيمالا، والهندوراس)، وكوبا، والباهاماس، وجزر توركس وكايكوس، وجزر الكايمان. ومن الجدير بالذكر أنَّه النوع الوحيد من صائدات البعوض الذي يُفرخ في شرقي أمريكا الشماليَّة.

### الموائل الطبيعيَّة
تسكن هذه الطيور الأحراج النفضيَّة المكشوفة وأراضي الأشجار القمئيَّة في جنوب أونتاريو، وشرق وجنوب غرب الولايات المتحدة، وفي المكسيك. كما يُمكن العثور عليها في غابات وجَنبات العرعر في غرب الدولة سالفة الذِكر.

## السلوك

### الغذاء

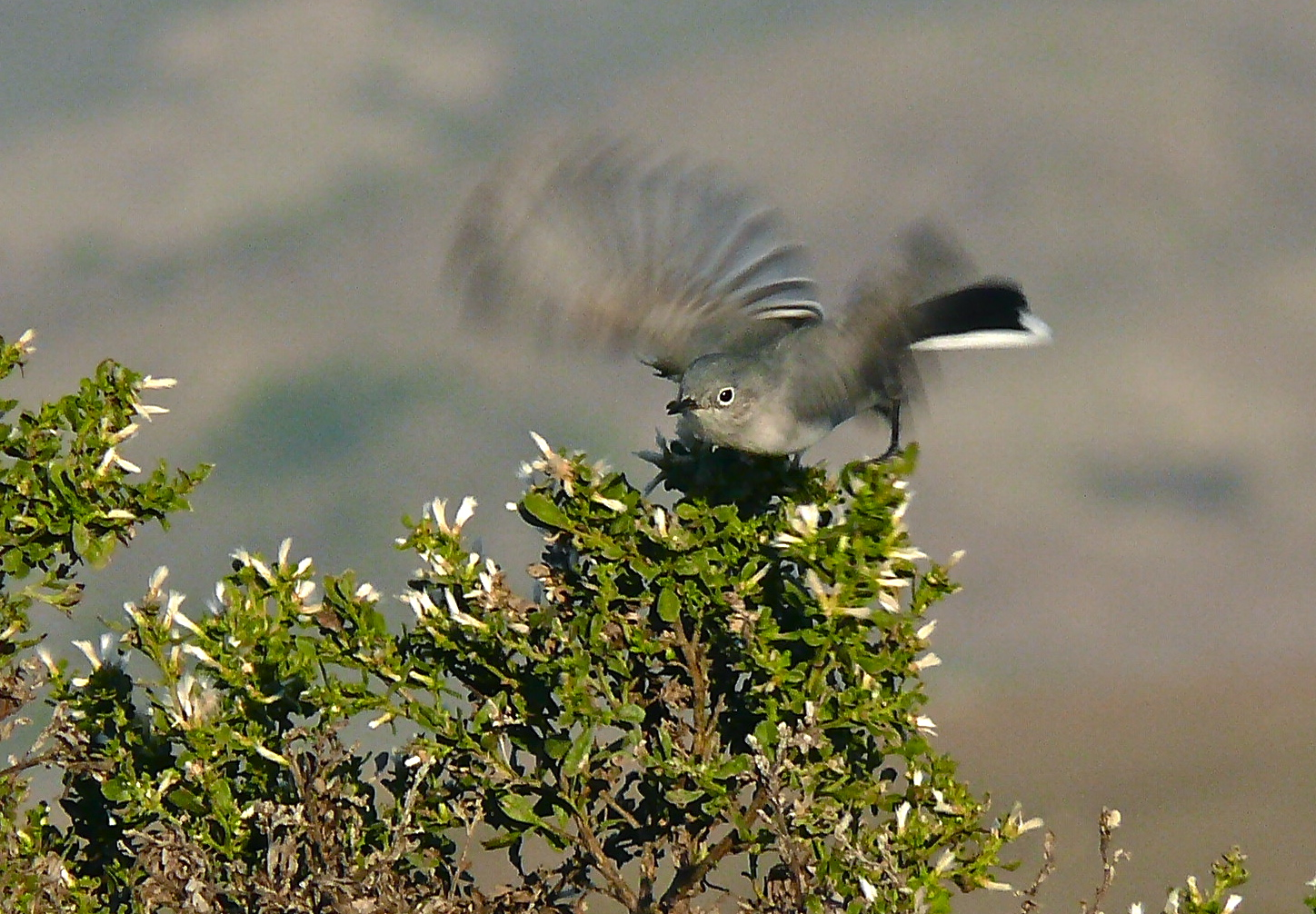
طائرٌ يُرفرف فوق شجرة لإخراج الحشرات من بين الأوراق.

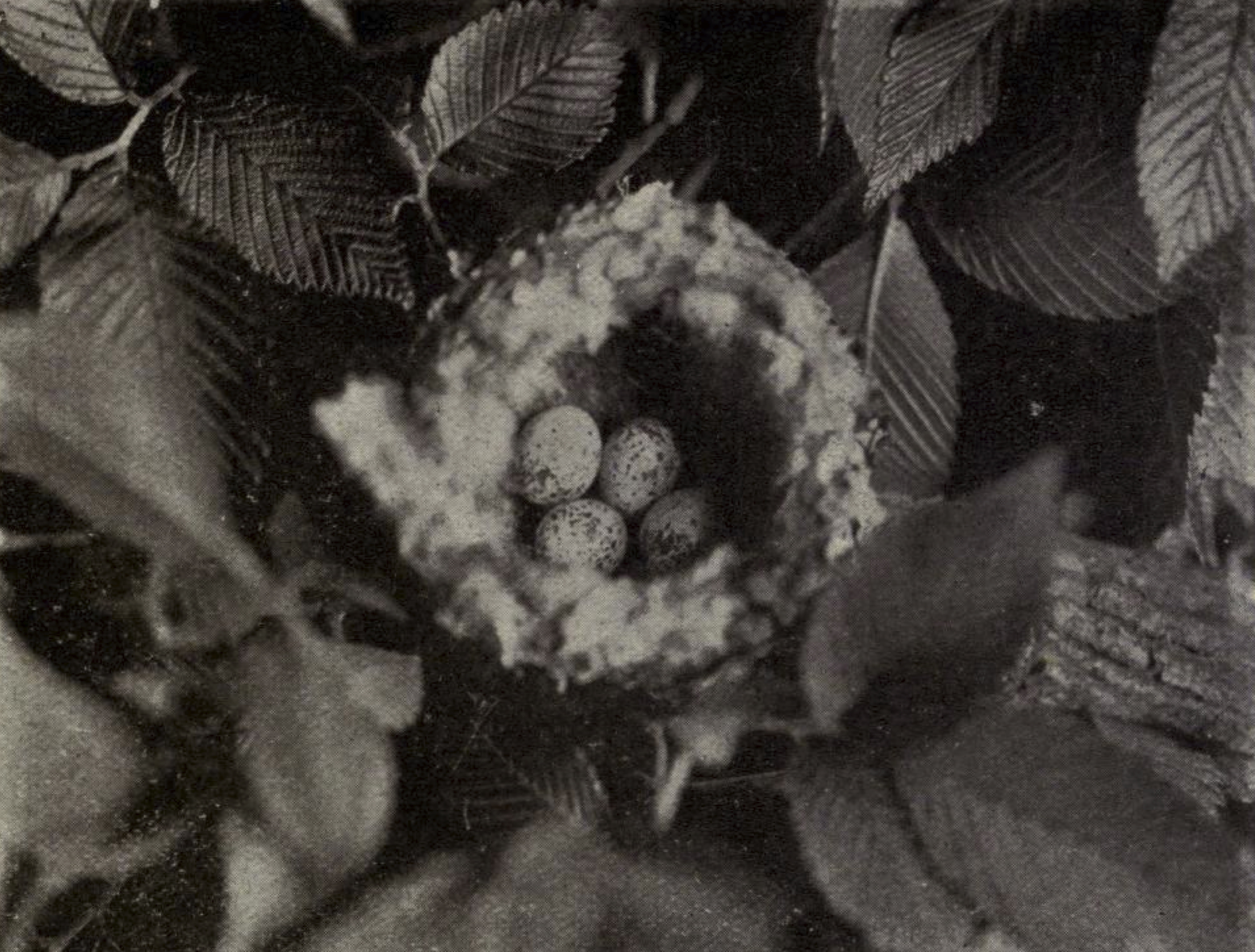
عش.

تسعى هذه الطيور وراء غذائها في الشُجيرات أو بين أوراق الأشجار، وأغلب غذائها يتألَّف من الحشرات وبيوضها، ومن العناكب. وفي بعض الأحيان تُشاهد وهي تُرفرف فوق النبات بانتظار ظهور حشرة، أو تُلاحقها وتصطادها أثناء طيرانها. كثيرًا ما تُبقي صائدة البعوض هذه ذيلها مرفوع أثناء بحثها عن الطعام.

### التفريخ
يمتد موسم التفريخ من شهر أبريل حتى أوائل شهر يونيو. يُنشئ الزوجان عُشًّا كأسيًّا شبيهًا بعش الطنَّان على إحدى فروع الأشجار، ويتعاونان على بناءه، وهو يتكوَّن في العادة من الأعشاب والأشنِيات وخيوط العنكبوت. تضع الأنثى حضنة يتراوح عدد البيض فيها بين 4 و5 بيضات يتناوب كلٌ من الذكر والأنثى على رخمها طيلة أسبوعين من الزمن، كما يتعاونان على إطعام الفراخ بعد فقسها. تكتسي الأخيرة بالريش بعد إثنا عشر يومًا من الفقس. وقد يُنتجُ الزوجان فقستان في الموسم الواحد. تتعرَّض أعشاش هذه الطيور إلى التطفل من قِبل شحارير البقر بُنيَّة الرأس.

## معرض الصور

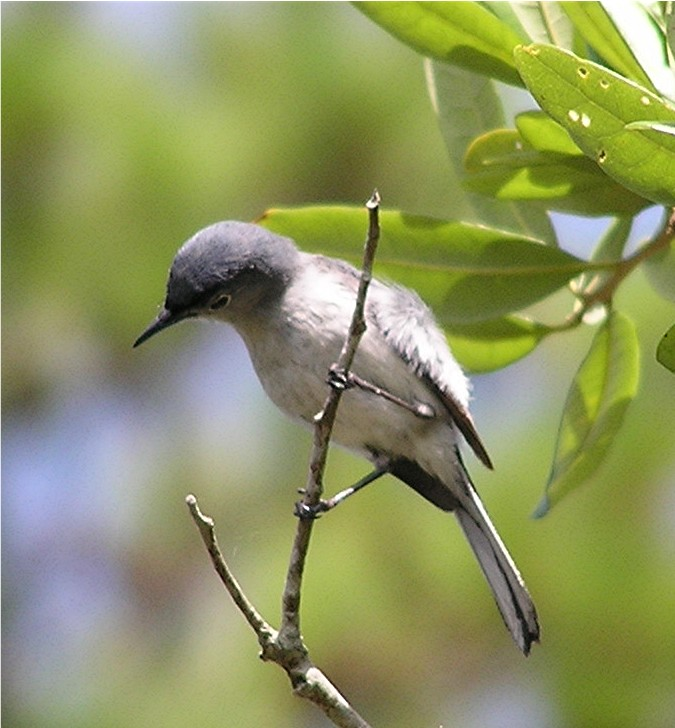
طائرٌ جاثم على غصن
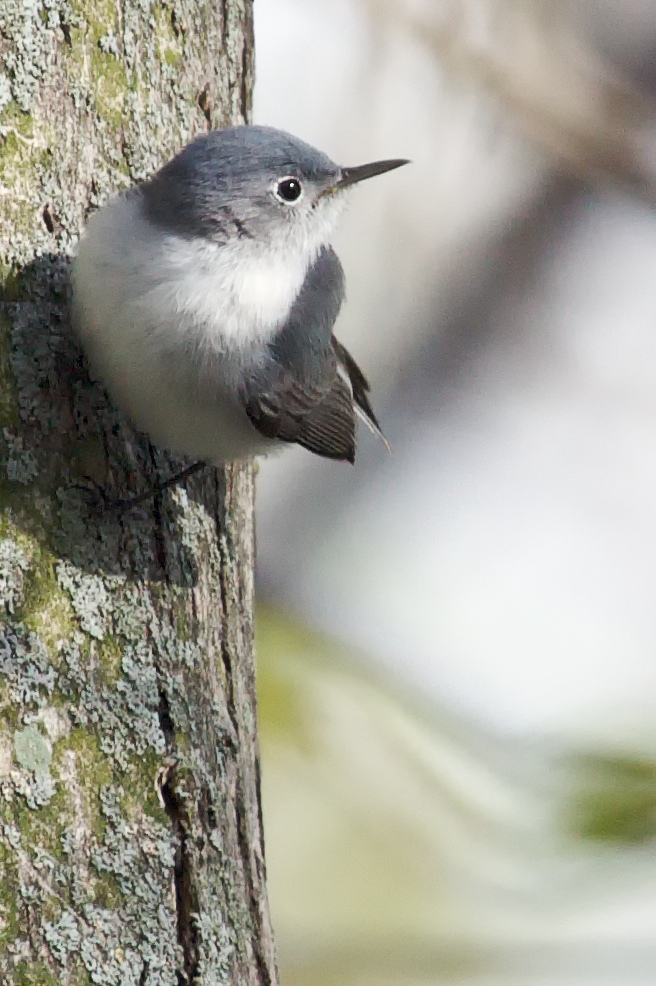
طائرٌ مُتعلِّق بشجرة في منتزه تلال مورين بولاية إلينوي
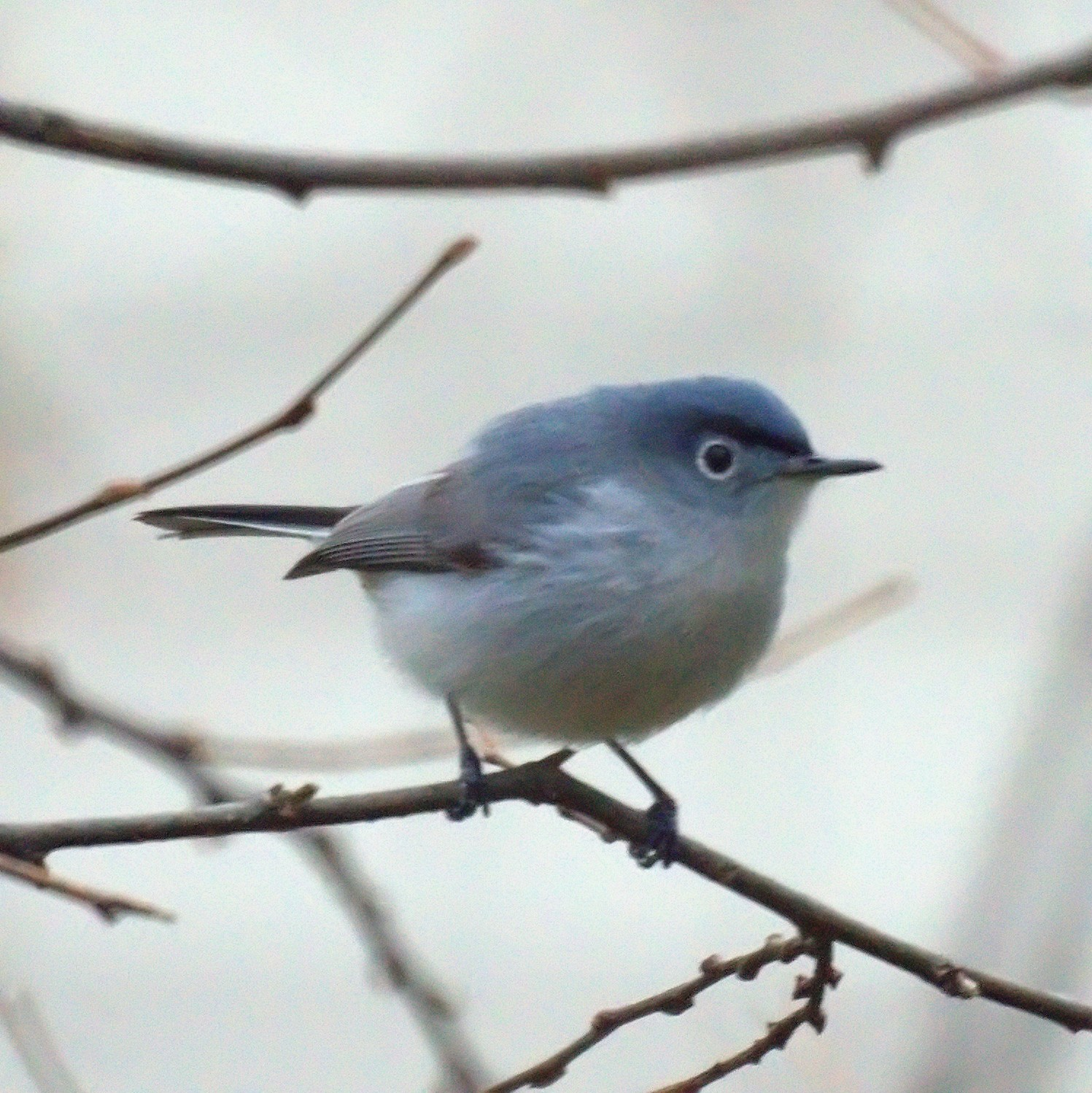
لقطة مُقرَّبة لطائر يظهر فيها لونه الرمادي المُزرَق
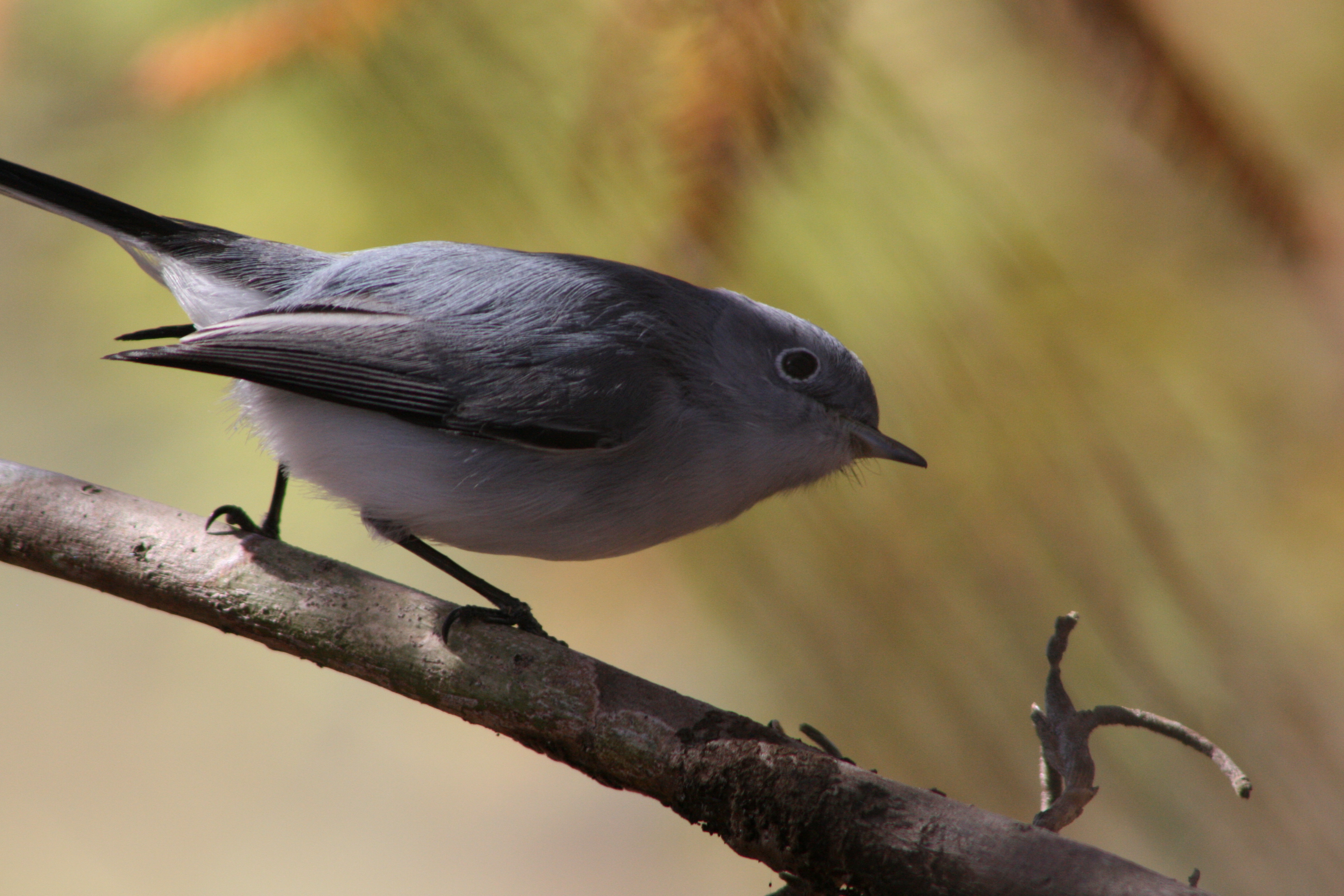
لقطة جانبيَّة لطائر
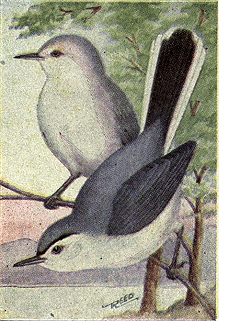
رسمٌ قديم لذكر وأنثى